# Kuehneotheriidae
De Kuehneotheriidae zijn een familie van uitgestorven Mammaliaformes die traditioneel binnen de Symmetrodonta werden geplaatst, hoewel ze nu over het algemeen als meer basaal worden beschouwd dan echte symmetrodonten. 
Alle leden van Kuehneotheriidae die tot nu toe zijn gevonden, worden alleen vertegenwoordigd door tanden, maar deze tanden hebben kenmerken die paleontologen ertoe hebben gebracht kuehneotheriiden te classificeren als zeer naaste verwanten van de eerste echte zoogdieren. Maar fossiele clades die uitsluitend op tanden zijn gebaseerd, leiden vaak tot problemen (Ausktribosphenidae is een goed voorbeeld), en het is niet mogelijk om significante conclusies te trekken over de evolutie van zoogdieren uit de gegevens die Kuehneotheriidae verschaffen, tenzij er meer complete skeletten worden gevonden.